# 현대 투스카니
현대 투스카니(Hyundai Tuscani)는 현대자동차에서 2001년부터 2008년까지 생산한 전륜구동 방식의 스포츠 쿠페로, 차명은 이탈리아 중서부 토스카나주의 지명에서 따왔다. 해외 시장에는 티뷰론 혹은 "현대 쿠페"라는 차명으로 수출했다.

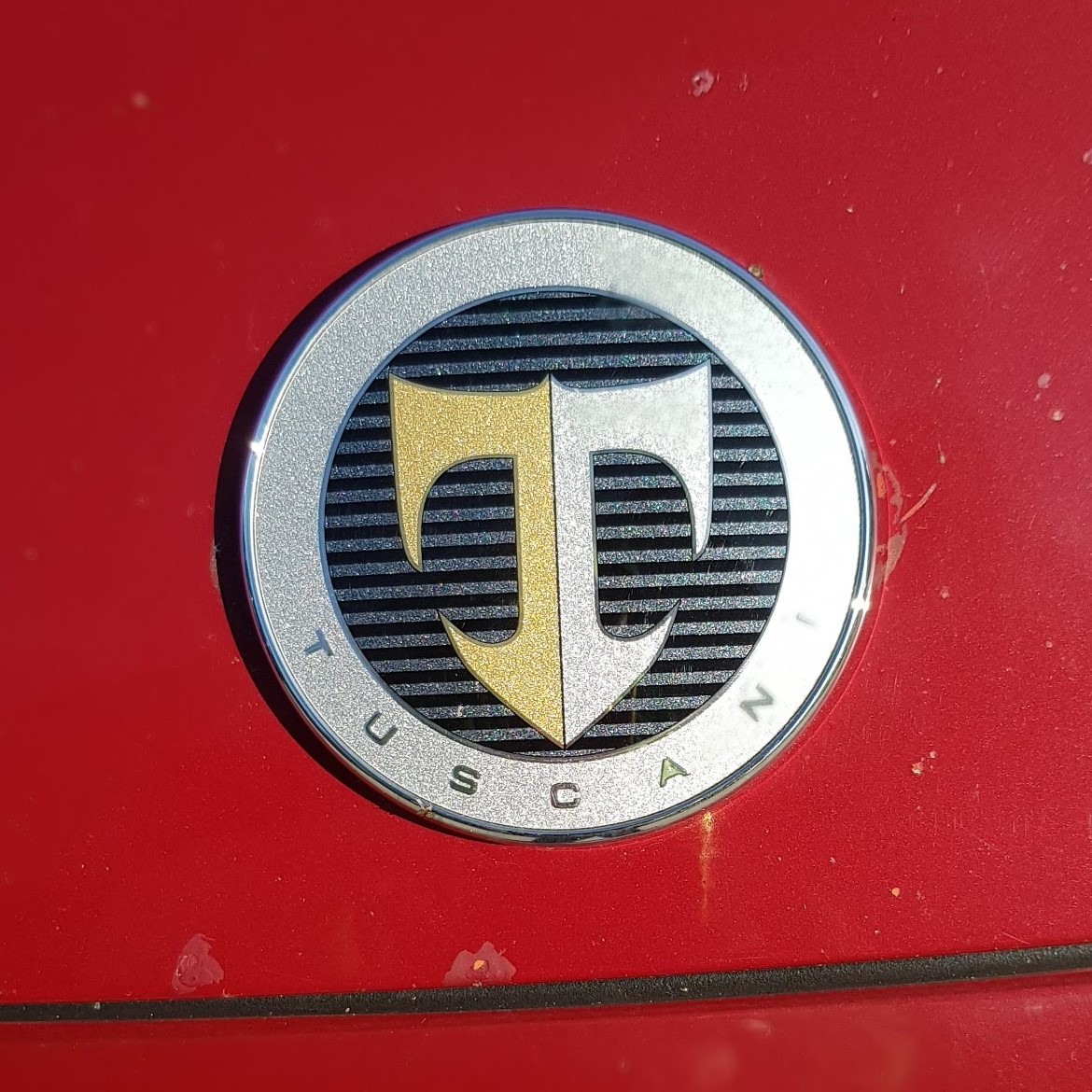
현대 투스카니 특유의 앰블럼

## 1세대(GK)

### 투스카니(2001년9월~2006년10월)

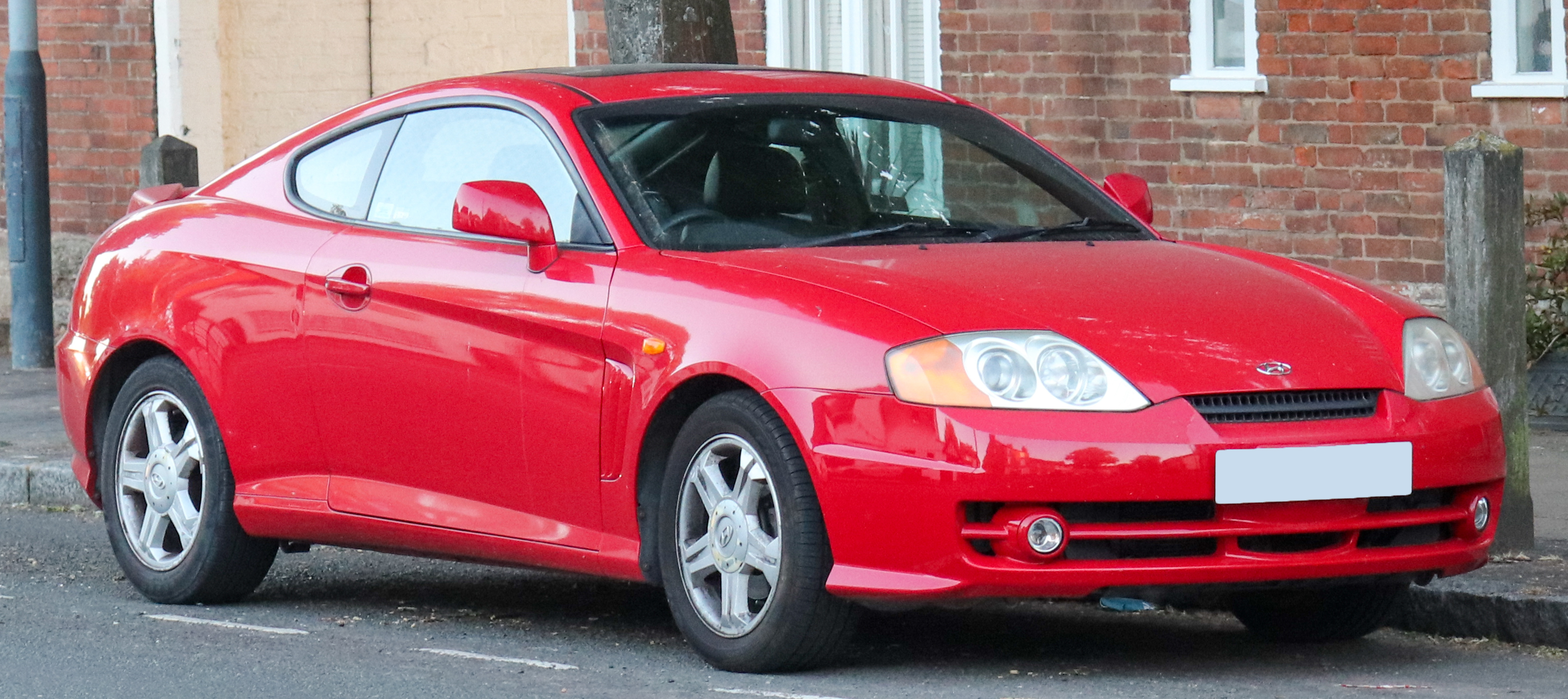
현대 투스카니 (전기형) 정측면

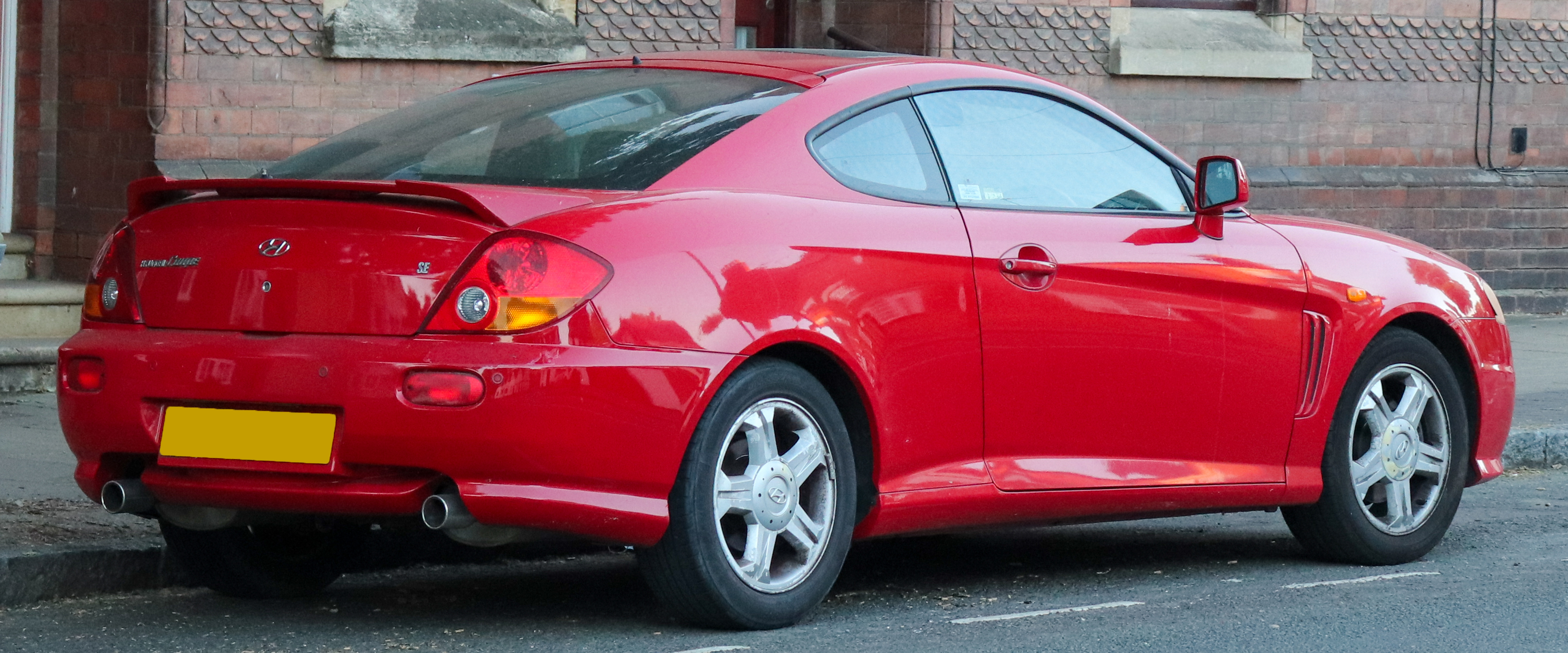
현대 투스카니 (전기형) 후측면

2001년 9월 7일에 티뷰론의 후속 차종으로 선보인 투스카니는 현대자동차는 1997년 10월에 GK라는 프로젝트명으로 상품을 발의하고, 1999년 5월에 디자인 확정을 거쳐 2000년에 프로토 타입을 제작하는 등 2001년 8월 양산을 목표로 하여 3년 10개월 동안 개발되었다. 아반떼 XD의 전륜구동 플랫폼을 사용하였고, 직렬 4기통 2.0L 베타 엔진, V6 2.7L 델타 엔진 등 2가지 엔진이 적용되었다. 대한민국산 승용차 최초로 6단 수동변속기를 적용하여서 가속력을 향상시켰고, 멀티 게이지, 1단 CDP 오디오와 프리미엄 CDC 오디오(V6 2.7L DOHC 엘리사 트림에는 당시 포르쉐에 장착되던 하만데커가 그대로 사용됨) 적용하여 편의성을 높였으며, 1열 사이드 에어백을 적용하여 안전성을 향상시켰다. 탤런트 류시원이 1호차를 부여받았다. 2002년 2월 14일에는 편의사양을 대폭 삭제하는 대신, 튜닝에 초점을 맞춘 저가형의 2.0 GL 트림이 추가되었다. 2002년 9월 2일에는 2003년형 투스카니가 출시되었는데, 기존 2.0리터 베타 엔진에 VVT(가변 밸브 타이밍) 방식이 적용되었다. 그리고 특수 컬러(옵션)인 오렌지색과 야누스 실버를 추가시켰다. 2003년 9월 18일에는 기존 2.7 엘리사에 적용된 6단 수동변속기를 적용한 트림인 2.0 GTS Ⅱ가 추가되었다. 또한 같은해 11월 9일에는 컨버터블 사양인 투스카니 CCS가 선보였으나, 양산되지는 않았다. 2004년 9월 7일에 투스카니 출시 3주년을 기념하여 같은해 9월 13일에 출시된 2005년형은 더 날렵한 디자인의 범퍼와 새로운 스타일의 리어 램프가 적용되었고, 시트 패턴도 변경되었다. 또한 대한민국산 자동차 최초로 파워 브레이크 시스템이 적용되어 더 강력면서 안정적인 제동 성능을 갖추게 되었다. 2005년에는 수요가 적은 오렌지색, 야누스 실버, 푸른물색 등의 특수 컬러(옵션)가 삭제되었다.

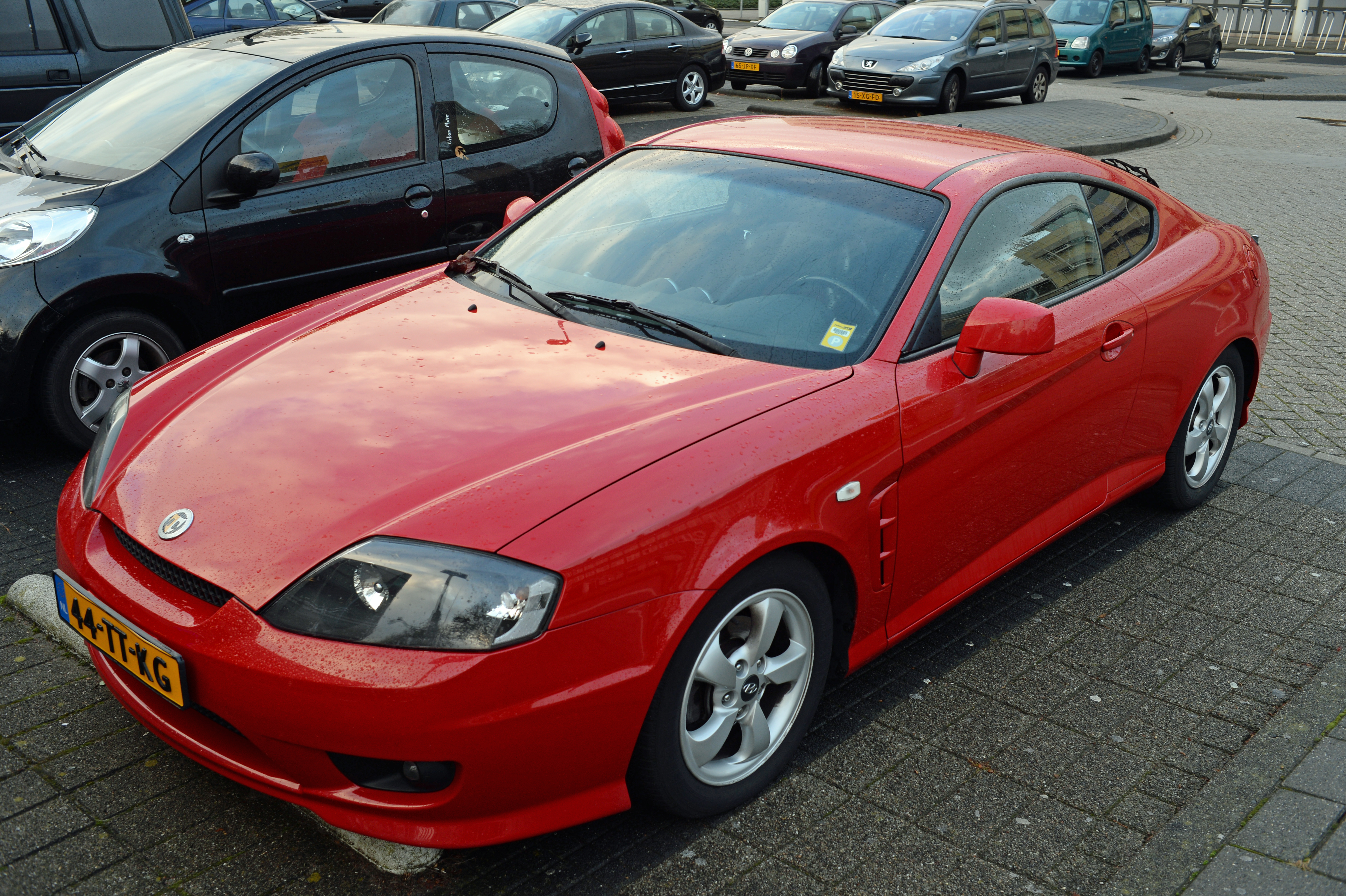
현대 투스카니 (후기형) 정측면
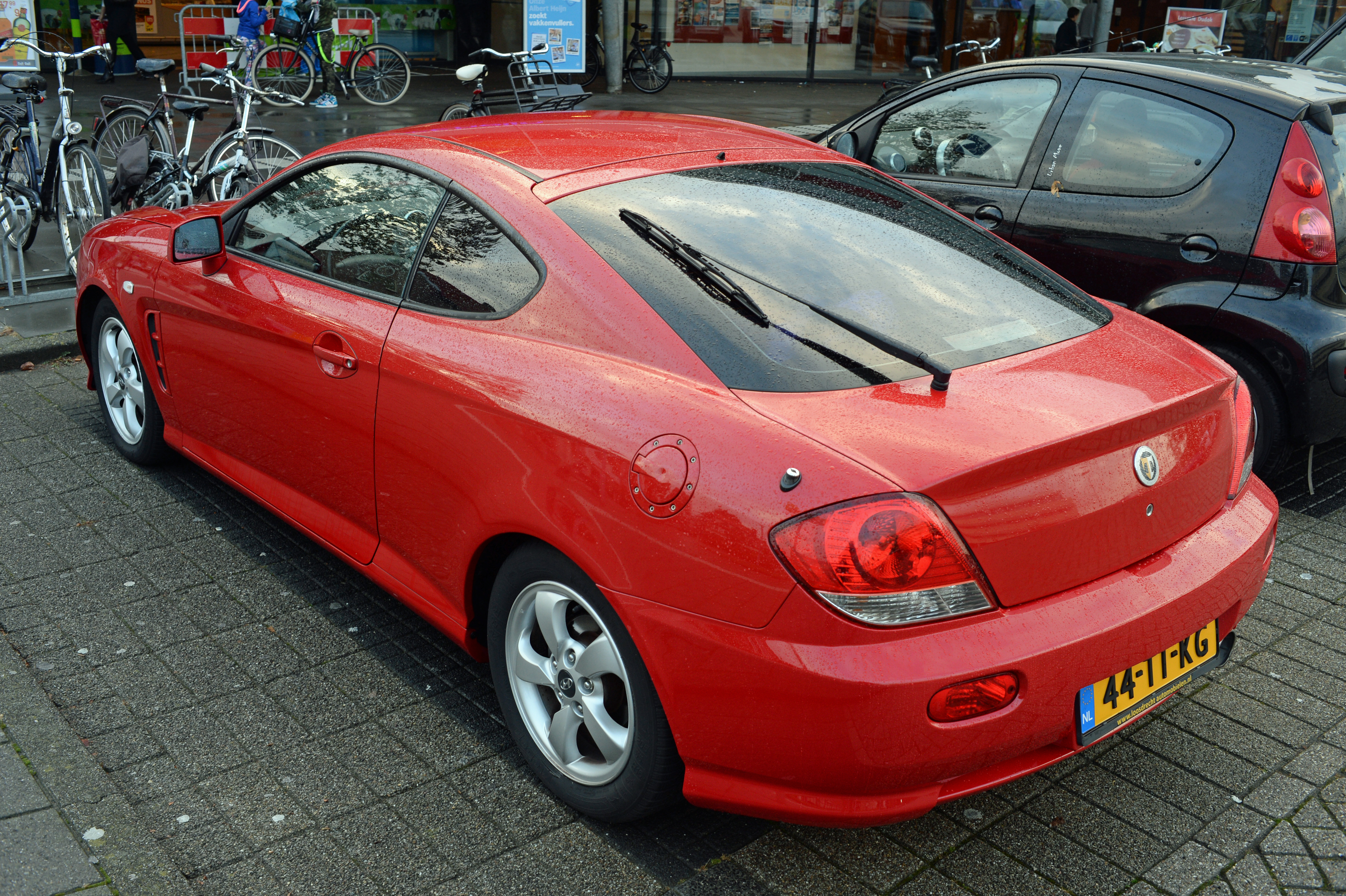
현대 투스카니 (후기형) 후측면
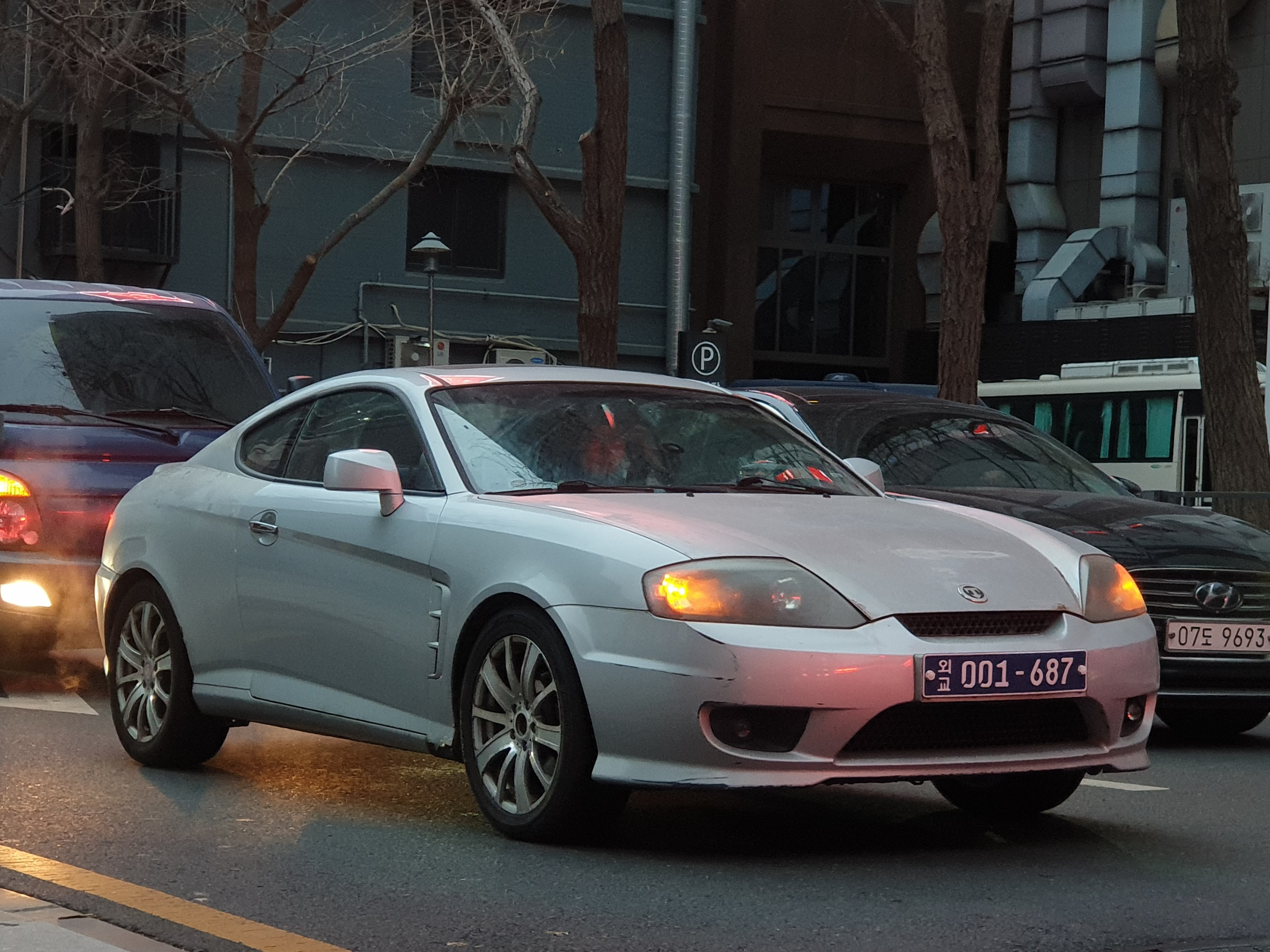
외교번호판을 단 현대 투스카니 (후기형) 정측면
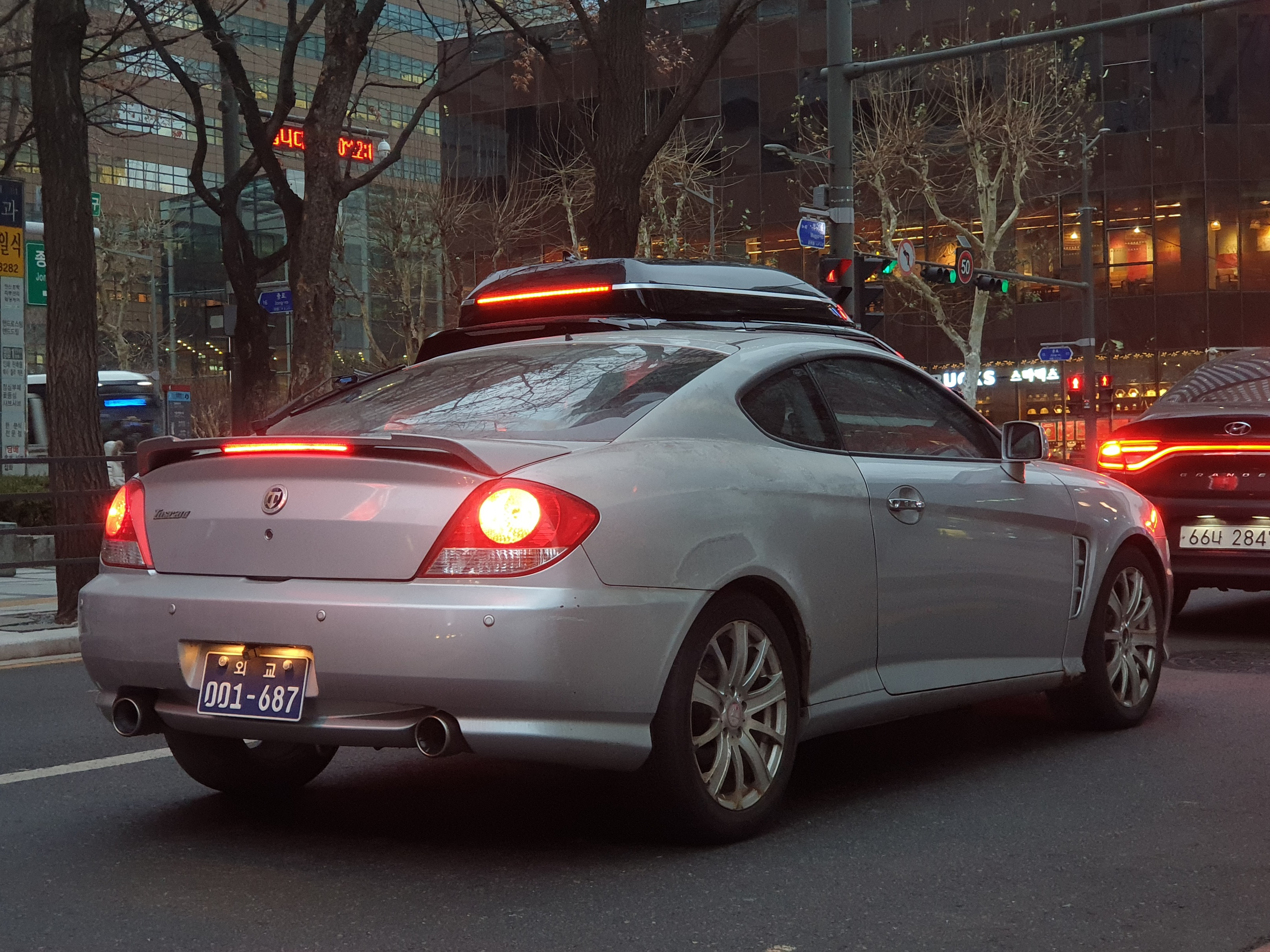
외교번호판을 단 현대 투스카니 (후기형) 후측면

| 구분                 | 2.0L 베타 | V6 2.7L 델타 |
| -------------------- | --- | --- |
| 전장 (mm)            | 4.395 | 4.395 |
| 전폭 (mm)            | 1.760 | 1.760 |
| 전고 (mm)            | 1.330 | 1.330 |
| 축거 (mm)            | 2,530 | 2,530 |
| 윤거 (전, mm)        | 1,490 | 1,490 |
| 윤거 (후, mm)        | 1,490 | 1,490 |
| 승차 정원            | 4명 | 4명 |
| 변속기               | 수동 5단 수동 6단 자동 4단 | 수동 6단 자동 4단                                                                                                   |
| 서스펜션 (전/후)     | 맥퍼슨 스트럿/듀얼 링크 | 맥퍼슨 스트럿/듀얼 링크                                                                                             |
| 구동 형식            | 전륜 구동 | 전륜 구동 |
| 엔진 형식            | G4GC | G6BA |
| 연료                 | 가솔린 | 가솔린 |
| 배기량 (cc)          | 1,975 | 2,656 |
| 최고 출력 (ps/rpm)   | 143/6,000 | 175/6,000 (이후 167/6,000으로 변경)                                                                                 |
| 최대 토크 (kg*m/rpm) | 19.0/4,500 | 25.0/4,000 |
| 연료 탱크 용량 (L)   | 55 | 55 |
| 요소수 탱크 용량 (L) | - | - |
| 공차 중량 (kg)       | 1,297(수동 5단)/ 1,324(수동 6단)/ 1,321(자동 4단) (이후 1,318(수동 5단)/ 1,342(수동 6단)/ 1,344(자동 4단), 1,331(수동 5단)/ 1,330(수동 6단)/ 1,357(자동 4단)으로 변경) | 1,341(수동 6단)/ 1,349(자동 4단) (이후 1,368(수동 6단)/ 1,372(자동 4단), 1,390(수동 6단)/ 1,395(자동 4단)으로 변경) |
| 연비 (km/L)          | 13.3(수동 5단)/ 13.7(수동 6단)/ 11.7(자동 4단) (이후 10.8(수동 5단)/ 12.4(수동 6단)/ 9.7(자동 4단), 11.6(수동 5단)/ 12.5(수동 6단)/ 10.4(자동 4단)으로 변경)           | 10.6(수동 6단)/ 9.9(자동 4단) (이후 9.8(수동 6단)/ 8.7(자동 4단), 10.5(수동 6단)/ 9.0(자동 4단)으로 변경)           |
| Co2 배출량 (g/km)    | 201(수동 5단)/ 187(수동 6단)/ 224(자동 4단) | 224(수동 6단)/ 259(자동 4단)                                                                                        |

### 뉴 투스카니(2006년10월~2008년10월)

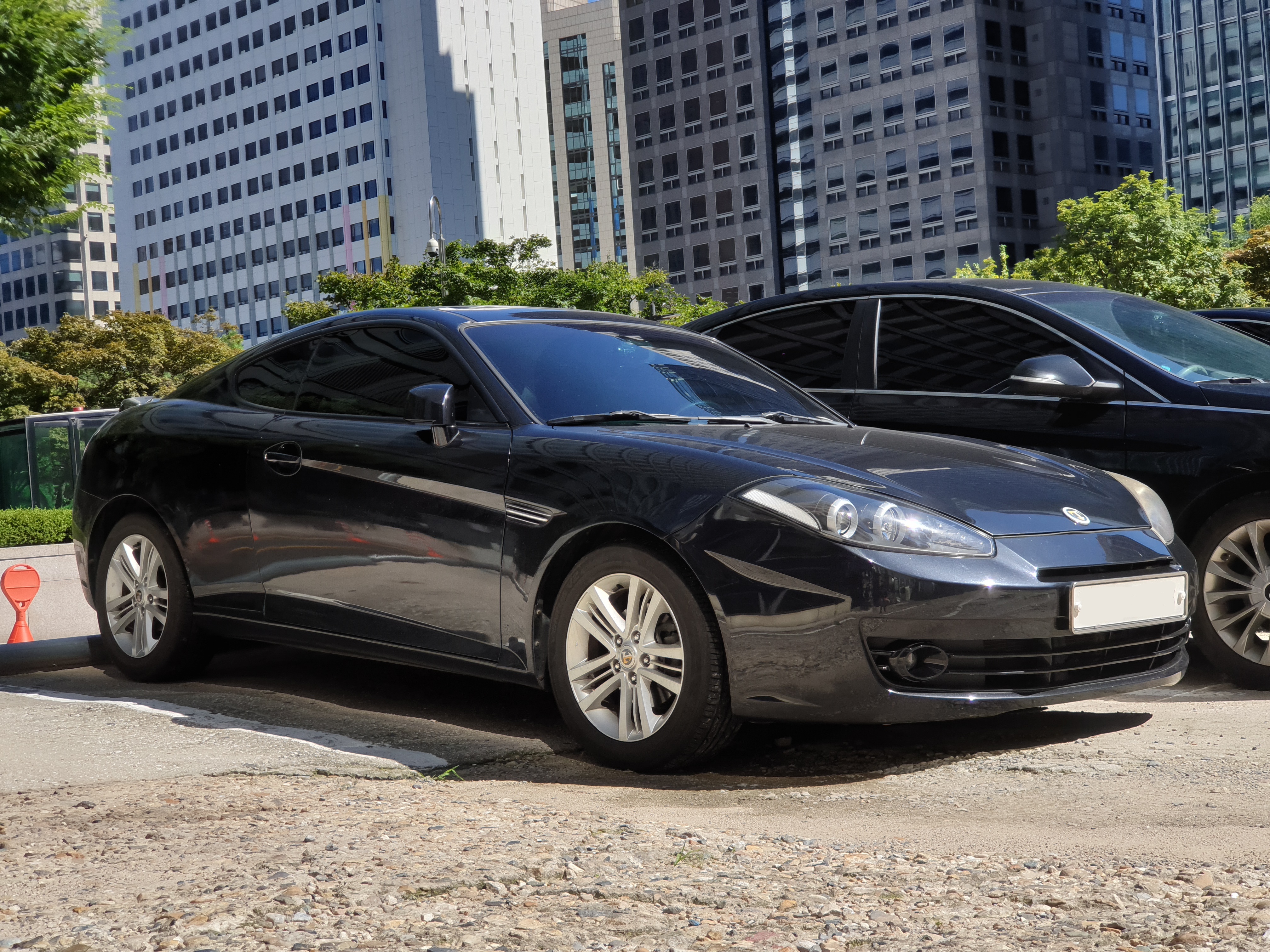
현대 뉴 투스카니 정측면

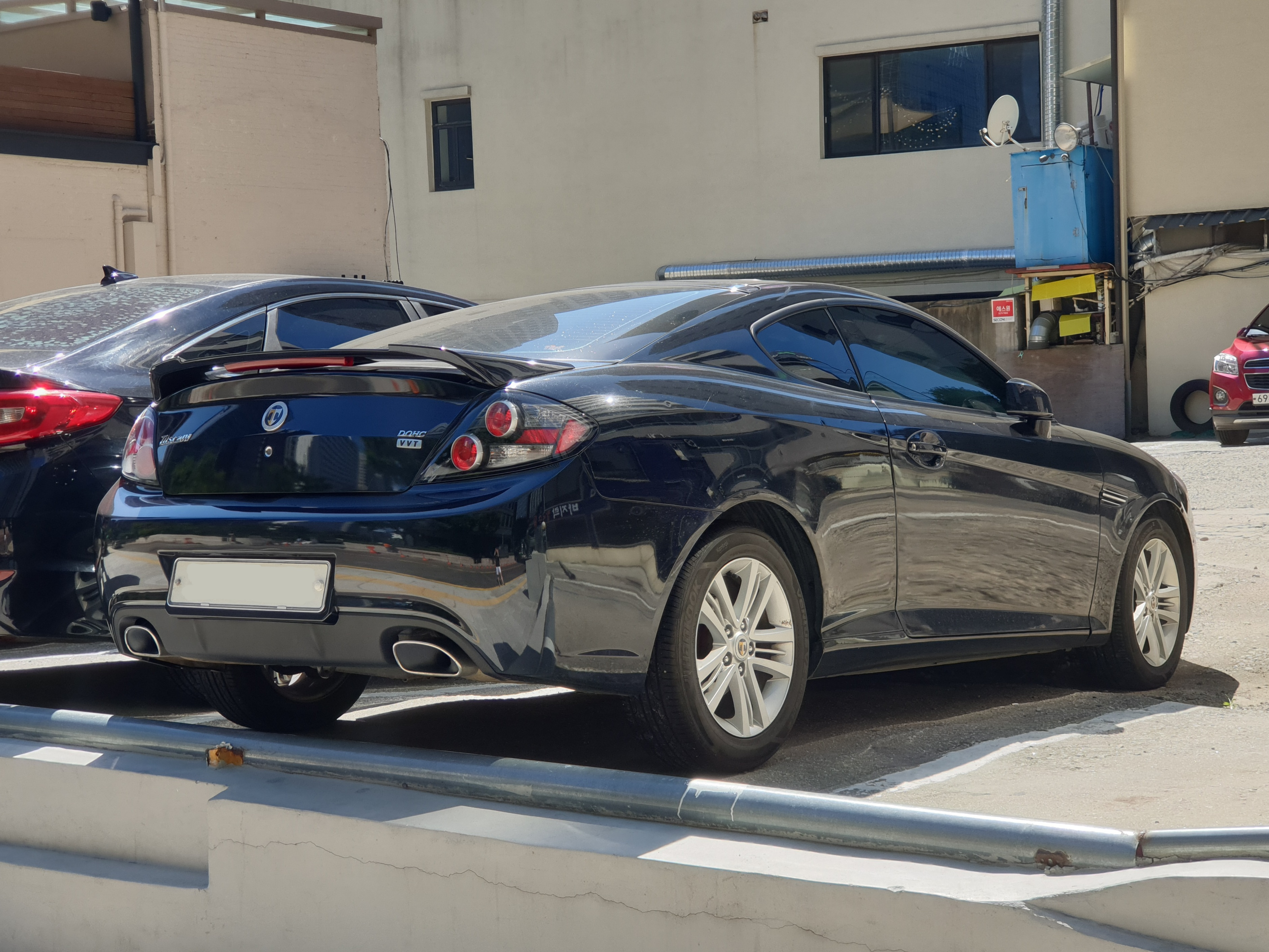
현대 뉴 투스카니 후측면

2006년 10월 9일에 페이스리프트를 거쳐 디자인이 변경되었다. 투스카니의 수출명은 티뷰론과 같은 쿠페였지만, 미국과 캐나다, 오스트레일리아 등에서는 기존 차명인 티뷰론으로 수출되었다. 유럽에서는 현대 쿠페라는 차명으로 판매되었다. 해외 수출모델에는 크루즈컨트롤 기능이 탑재되어 상품성을 높이려 했으나 내수모델에는 계기판에 흔적만 남아있다. 2008년 10월에 후속 차종은 상급 차종인 제네시스 쿠페가 채웠다. 현재 벨로스터가 투스카니의 후계자 역할을 해내고 있다는 평이지만, 애초에 바디 타입부터 성격과 차급이 다르다.

## 역대 슬로건

### 1세대(GK)
- Speed Machine (투스카니)
- Tune Up! (투스카니)
- Speedholic. (뉴 투스카니)

## 라인업
- 2.0L GL(수동 5단, 자동 4단)
- 2.0L GT(수동 5단, 자동 4단)
- 2.0L GTS(수동 5단, 자동 4단)
- 2.0L GTS Ⅱ(수동 6단)
- 2.7L 엘리사(수동 6단, 자동 4단)

## 대중매체에서의 등장
- 니드 포 스피드 : 언더그라운드, 언더그라운드 2: 최고급 트림인 V6L 2.7 엘리사로 선보였다.

## 같이 보기
- 현대 제네시스 쿠페